# Vadzim Dzevjatoŭski
Vadzim Anatolevitj Dzevjatoŭski (belarusiska: Вадзі́м Анато́левіч Дзевято́ўскі, łacinka: Vadzim Anatolevič Dzieviatoŭski, ryska: Вади́м Анато́льевич Девято́вский, Vadim Anatoljevitj Devjatovskij), född 20 mars 1977 i Novopolotsk, Vitebsk (oblast), Vitryska SSR, i Sovjetunionen (nuvarande Navapolatsk, Vitsebsk (voblast) i Vitryssland), är en vitrysk friidrottare (slägga). Dzevjatoŭski blev fyra på OS 2004 i Aten. Året efter vid VM i Helsingfors blev han tvåa efter den stora stjärnan och landsmannen Ivan Tsichan. Det var även Tsichan som slog honom vid friidrotts EM i Göteborg 2006 där Dzevjatoŭski placerade sig trea. Dzevjatoŭskis personliga rekord 84.90 är från 2005 och satt vid en tävling på hemmaplan i Minsk. 
Vadzim Dzevjatoŭski tog silver i de olympiska sommarspelen 2008. Efter tävlingen lämnade han ett positiv dopningsprov, med den förbjudna substansen testosteron. Även landsmannen Ivan Tjichan lämnade ett liknande dopningsprov. Båda överklagade avstängningarna till Idrottens skiljedomstol  som i juni 2010 hävde avstängningarna med hänvisningar till bristande provtagningsrutiner och skillnader mellan A- och B-prov. 
Dzevjatoŭski var tidigare avstängd i två år i början mellan september 2000 och september 2002.